# Callogorgia flabellum
Callogorgia flabellum är en korallart som först beskrevs av Ehrenberg 1834.  Callogorgia flabellum ingår i släktet Callogorgia och familjen Primnoidae. Inga underarter finns listade i Catalogue of Life.